# Эбер, Эльк
Вильгельм Эмиль «Эльк» Эбер (нем. Wilhelm Emil «Elk» Eber; 18 апреля 1892, Хаардт-ан-дер-Вайнштрасе, Нойштадт-ан-дер-Вайнштрасе — 12 августа 1941, Гармиш-Партенкирхен, Бавария) — немецкий художник и график, мастер плакатного искусства. Особенно был популярен во времена правления Германией НСДАП. 

## Жизнь и творчество
Родился в семье виноторговца Фридриха Вильгельма Эбера. Среднее образование получил в соседнем городке Нойштадт-ан-дер-Вейнштрассе, затем летом 1910 года поступает в мюнхенский университет Людвига-Максимилиана на отделения истории искусств и анатомии. В 1911 году переходит в Королевское училище прикладного искусства, и далее в мюнхенскую Академию художеств (1912—1918, с перерывом на время участия в Первой мировой войне). В 1914 году Эбер уходит добровольцем на фронт, служит военным художником и принимает участие в боях. Вернулся с войны Эльк Эбер почти потеряв слух после контузии. Его работы в послевоенный период в значительной степени представляли собой портреты боевых товарищей, сцены боёв, изображения оружия, сделанные акварелью, углём или карандашом. Многие из них впоследствии были изданы как литографии и почтовые открытки. В начале 1920-х годов Эбер вступает в организацию «Фрайкорпс», а в январе 1923 года — в НСДАП. Участник многочисленных партийных акций и мероприятий, «пивного путча» А. Гитлера в 1923 году. Кавалер «Блютордена» от НСДАП. 
В Академии Эбер посещает занятия в классе графика Петера Хальма. Среди других его учителей следует назвать таких мастеров, как Франц фон Штюк и Адольф Хенгелер. В 1925 году он вступает в первый контакт с индейцами Америки, интересуется их бытом и жизнью и как художественный псевдоним берёт «Эльк» (с англ. — «олень вапити»). 
В октябре 1931 года Эбер становится членом штурмовых отрядов НСДАП, СА. Начиная с этого года он работает художником при нацистских пропагандистских изданиях - в газете Völkischer Beobachter и военном листке Der SA-Mann. С приходом к власти в Германии в 1933 году национал-социалистов работы Эбера получили особо высокую оценку. Так, в 1935 мюнхенская городская галерея «им Лембаххауз» приобретает 40 его рисунков из времён Первой мировой войны и эскизы о мюнхенском путче А. Гитлера 1923 года. Эльк Эбер принимает участие в 14 художественных выставках этого времени. Начиная с 1937 года он принимает ежегодно участие в Больших немецких художественных выставках в Мюнхене, на них выставлены были 16 его полотен, часть из них приобретены лично А. Гитлером (картины «Последняя граната» и «Это были СА»). 30 января 1938 года Эберу было Гитлером присвоено звание профессора. 
После нападения Германии на Польшу в 1939 году Эльк Эбер служит военным художником в аппарате пропаганды Рейха. В это время он создаёт ряд полотен, посвящённых войне в Польше и выставленных в Доме немецкого искусства в Мюнхене («Горящая Варшава», «Польские пленные перед варшавской комендатурой»). Скончался от туберкулёза, похоронен в Мюнхене. В 1942 году Художественный союз Мюнхена организует ретроспективную выставку работ художника. 
Эльк Эбер был женат трижды. Во втором браке у него родился сын, погибший в 19-летнем возрасте на фронте в 1944 году. К концу жизни он почти утратит слух. 
Кроме военных и пропагандистских работ, Эльк Эбер известен как автор альпийских пейзажей, работ на горно-спортивные мотивы, иллюстраций для книг Карла Мея о жизни индейцев. 

## Галерея

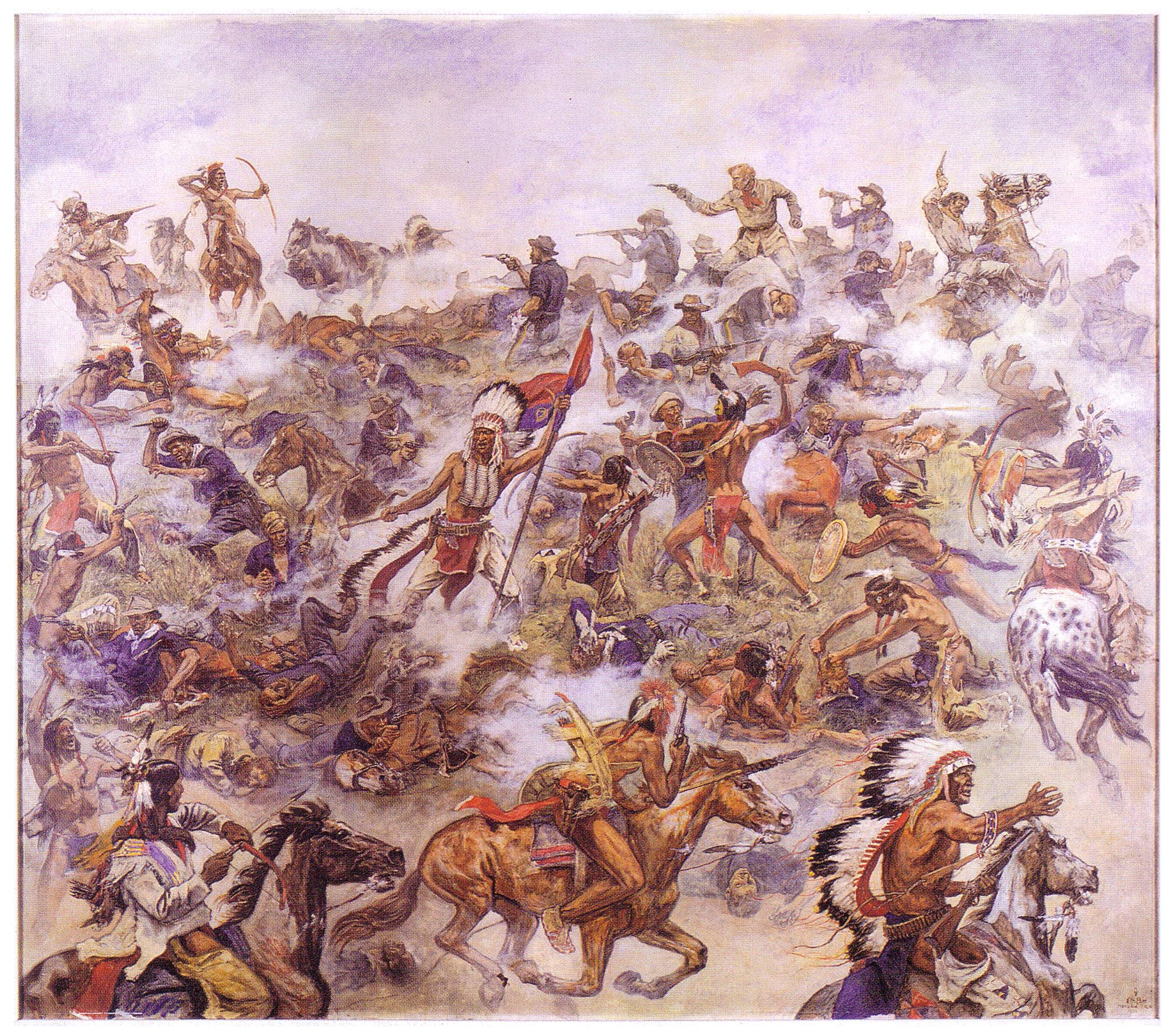
Сражение в индейцами на Литтл-Бигхорн (1936).
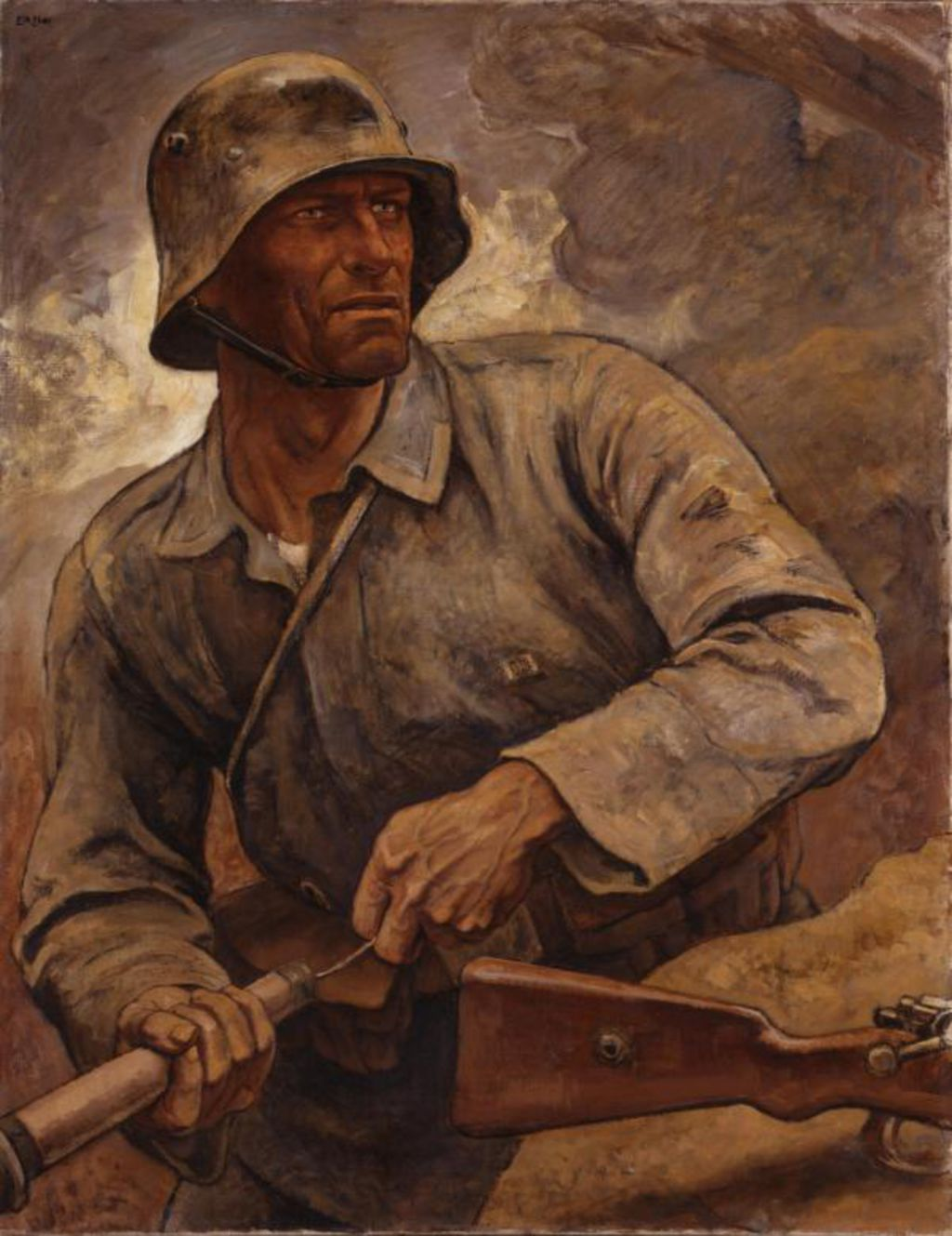
Последняя граната. (1936/37).
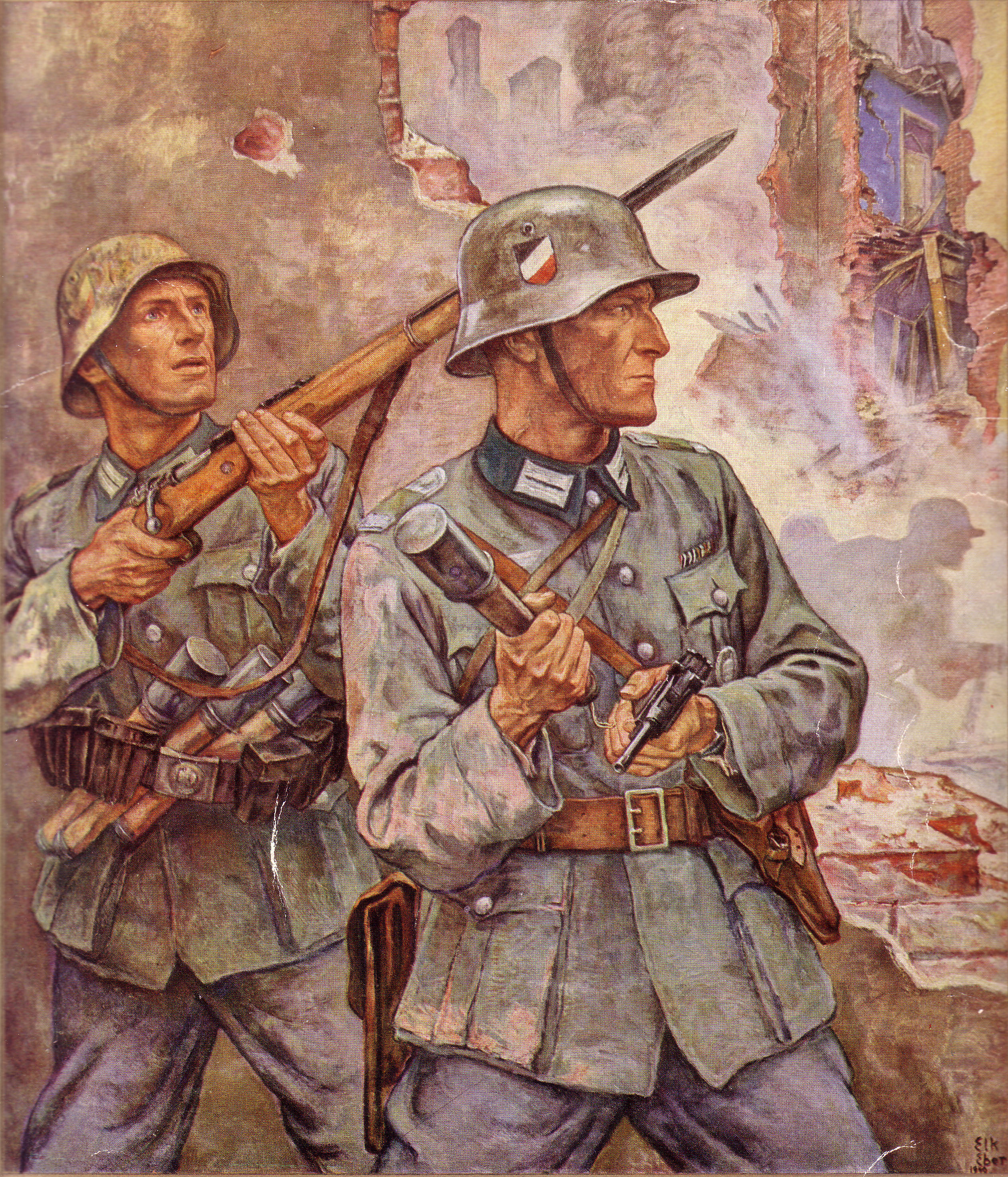
Сражение в пригородах Варшавы (1940).
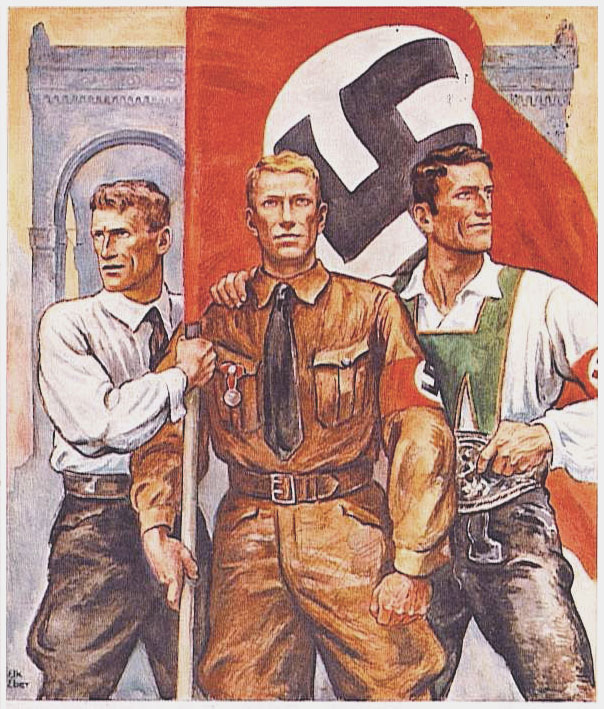
И вы победили (1938).
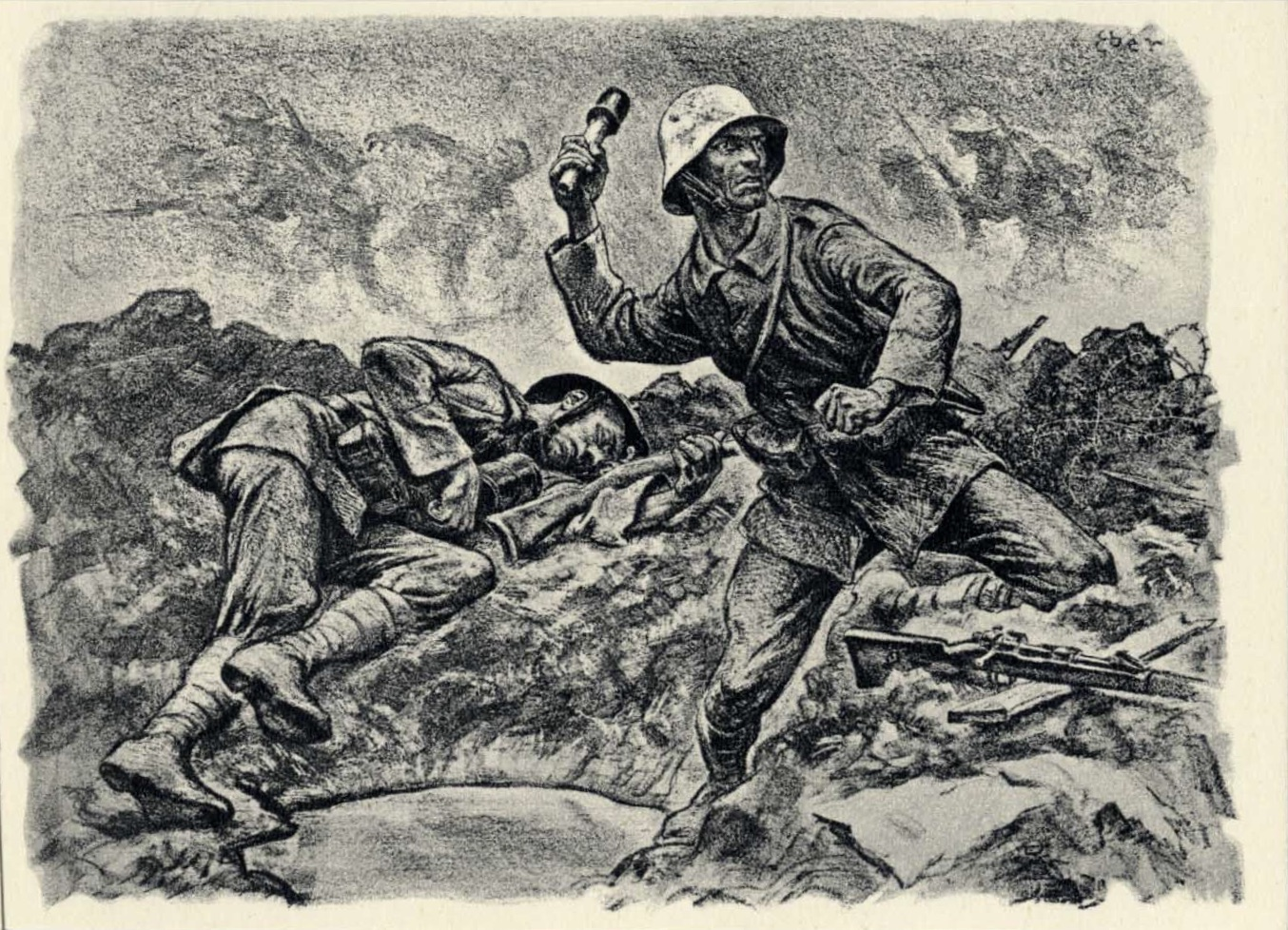
Почтовая открытка из серии «Фронтовые картины 1918».

Картины/рисунки:
- Проводник в горах (1924)
- Чёрный Волк, портрет вождя индейцев, (1925)
- Альпинист (1927)
- Горный лыжник (1936)
- Воспоминание о 23 февраля 1933 (1937)
- Сражение в пригородах Варшавы (1940)

Иллюстрации:
- Hans Stosch-Sarrasani junior: Durch die Welt im Zirkuszelt (Вокруг света в цирковой палатке). Schützen-Verlag, Berlin 1940
- Otto Bernhard Wendler: Johann, ein Junge vom Saarhammer (Иоганн, мальчик из Саархаммера). Franz Schneider Verlag, Berlin 1934
- Patty Frank; Ein Leben im Banne Karl Mays (Жизнь в очаровании Карла Мея) Karl-May-Verlag, 1935.[2]